# Rugby à XV aux Jeux méditerranéens de 1955
Navigation
1979
L’épreuve de rugby à XV aux Jeux méditerranéens de 1955 est une épreuve qui a duré du 18 au 24 juillet 1955, lors des Jeux méditerranéens de 1955, à Barcelone en Espagne. L'Italie et l’Espagne décident de décerner des capes, contrairement à la France.

## Histoire
Le rugby fait son apparition pour ces Jeux méditerranéens de 1955. La compétition oppose la France, l'Italie et l'Espagne. Bien que le Maroc est fait une demande en janvier 1955 à la Fédération espagnole de rugby à XV, il ne participe finalement pas à la compétition. 
La compétition se déroule en trois matchs, le premier, le 18 juillet 1955, oppose l‘Espagne et l'Italie à 18 h. Le second, également à 18 h, oppose la France et l'Italie le 21 juillet 1955. Enfin, l’Espagne et la France s’affronte le 24 juillet 1955 à 17h30. Les trois rencontres ont lieu au Camp Municipal de Rugby La Foixarda (en).
La France, victorieuse de l'Italie puis de l'Espagne décroche la médaille d'or, suivie de l'Italie, victorieuse de l'Espagne. Cette dernière termine donc le podium,.
Les rencontres Espagne-Italie et France-Italie voient les premières capes de 6 joueurs, Maurizio Carli, Franco Perrini et Gastone Cecchetto pour l’Italie, et Eduardo Forgas del Rio, Jorge Juan Cadellans et Juan Rovira Llas pour l’Espagne. L'ensemble des capes a lieu lors du match Espagne-Italie, a l’exception de celle de Gastone Cecchetto contre la France ,.

## Résultats
La France obtient ici son premier titre.
| Event                 | Or     | Argent | Bronze  |
| --------------------- | ------ | ------ | ------- |
| Résultats des finales | France | Italie | Espagne |

## Résultats détaillés
| Équipe  | J | V | N | D | Pm | Pe | Diff | Points |
| ------- | - | - | - | - | -- | -- | ---- | ------ |
| France  | 2 | 2 | 0 | 0 | 61 | 14 | +47  | 4      |
| Italie  | 2 | 1 | 0 | 1 | 16 | 16 | 0    | 2      |
| Espagne | 2 | 0 | 0 | 2 | 6  | 53 | -47  | 0      |

| Lundi 18 juillet 1955 18h00 | Espagne | 0 – 8                                                                       | Italie | Camp Municipal de Rugby La Foixarda, Barcelone Arbitre : Ange Siccardi |
| Lundi 18 juillet 1955 18h00 |         | Essai(s) : Ciano Luise I, Mario Percudani Transformation(s) : Nando Barbini |        | Camp Municipal de Rugby La Foixarda, Barcelone Arbitre : Ange Siccardi |
| Lundi 18 juillet 1955 18h00 |         |                                                                             |        | Camp Municipal de Rugby La Foixarda, Barcelone Arbitre : Ange Siccardi |

| Jeudi 21 juillet 1955 18h00 | France                                                                                           | 16 – 8 | Italie                                                                                     | Camp Municipal de Rugby La Foixarda, Barcelone Arbitre : Ricardo Madrid |
| Jeudi 21 juillet 1955 18h00 | Essai(s) : Michel Escommier, Jacques Lepatey, Serge Torreilles Transformation(s) : Jean Prat (2) |        | Essai(s) : Mario Percudani Transformation(s) : Franco Perrini Pénalité(s) : Franco Perrini | Camp Municipal de Rugby La Foixarda, Barcelone Arbitre : Ricardo Madrid |
| Jeudi 21 juillet 1955 18h00 |                                                                                                  |        |                                                                                            | Camp Municipal de Rugby La Foixarda, Barcelone Arbitre : Ricardo Madrid |

| Dimanche 24 juillet 1955 17h30 | Espagne | 6 – 45 | France | Camp Municipal de Rugby La Foixarda, Barcelone Arbitre : Lena |
| Dimanche 24 juillet 1955 17h30 |         |        |        | Camp Municipal de Rugby La Foixarda, Barcelone Arbitre : Lena |
| Dimanche 24 juillet 1955 17h30 |         |        |        | Camp Municipal de Rugby La Foixarda, Barcelone Arbitre : Lena |

## Tableau final
La france termine 1re face à l’Italie. L'Espagne termine le podium.
| Rank               | Team    |
| ------------------ | ------- |
| Médaille d'or      | France  |
| Médaille d'argent  | Italie  |
| Médaille de bronze | Espagne |

- Vainqueur du Tournoi